# Camillo Acqua
Camillo Acqua, conte di Osimo (Velletri, 30 agosto 1863 – Ascoli Piceno, 25 marzo 1933), è stato un entomologo italiano.

## Vita e attività
Cultore di scienze biologiche. Si laureò a Roma (1886) in Scienze Naturali. Insegnò al Campana, poi all'Università di Roma.
Direttore dell'Istituto Bacologico a Portici, vicino a Napoli, direttore della Stazione Sperimentale di Gelsicoltura e Bachicoltura ad Ascoli Piceno, fu presidente della Congregazione di Carità dal 1895 al 1898 e dal 1902 al 1909.
Egli scrisse molti libri sulla propria attività. Il più famoso è "Il bombice del Gelso:Nello stato normale e patologico nella tecnica dell'allevamento e della riproduzione".
Nel 1887 sposa Teresa Faustini dalla quale nasceranno:
- Antonio Acqua, conte di Osimo, sposa Maria Luigia dei marchesi Amoretti.
- Mario Acqua, conte di Osimo, sposa Mary Carolina dei conti Gauttieri.

La famiglia Acqua diede i natali anche al Vescovo di Spoleto Vincenzo Acqua.